# Phrachao Suea
Phrachao Suea, wörtlich der „Tigerkönig“; geboren als Luang Sorasak, Thronnamen Sanphet VIII. พระบาทสมเด็จพระสรรเพชญที่ ๘ oder Suriyentharathibodi สมเด็จพระเจ้าสุริเยนทราบด, († 1709) war zwischen 1703 und 1709 König von Ayutthaya.

## Leben und Wirken
Luang Sorasak war der älteste Sohn des Usurpators Phetracha, der den todkranken König Narai den Großen 1688 hinrichten ließ, um sich selbst auf den Thron zu setzen. Gleich nach dessen Thronbesteigung wurde Sorasak Uparat (Vizekönig) und damit gemäß der üblichen Thronfolge auch Kronprinz. Gleichzeitig platzierte sein Vater aber zwei seiner Söhne mit königlichem Rang an die Spitze der Verwaltung. Sorasak war damit unzufrieden und ließ die königlichen Rivalen binnen eines Jahres umbringen, ebenso wie den Bruder des ehemaligen Königs, Prinz Apaithot.
Die Gouverneure von Nakhon Ratchasima und Nakhon Si Thammarat weigerten sich, den Usurpator Phetracha anzuerkennen. Deshalb wurde Sorasak entsandt, um die Provinzen zu unterwerfen. Militärführer, die versagten, ließ er hinrichten. Nach vielen Anläufen konnte man die Provinzen einnehmen, doch bereits 1698 brach eine neue Rebellion in Nakhon Ratchasima aus, als ein Mönch namens Bun Khwang etwa ein Jahr standhielt und behauptete, Narais Bruder zu sein.
Phetracha hatte nach seiner Thronbesteigung zwei weitere Söhne, die von Narais Schwester und Tochter geboren wurden: Prinz Phra Khwan (* 1691) und Trat Noi (* 1694). Mit deren zunehmendem Alter fürchtete Sorasak mehr und mehr um seine Thronfolge. Als sein Vater 1703 erkrankte, ließ Sorasak kurzerhand Phra Khwan umbringen. Nachdem Phetracha davon erfahren hatte, erklärte er noch auf seinem Totenbett den Prinzen Phichai Surin als seinen Nachfolger. Dieser wollte aber nicht das gleiche Schicksal wie viele Brüder des Sorasak erleiden und trat seine Ansprüche nicht an.
Sorasak wurde 1703 als König Suriyenthrathibodi gekrönt, starb aber bereits 1709. Sein populärer Name „Tigerkönig“ deutet auf seine Blutrünstigkeit hin, die er bei der Verfolgung seiner Ziele über lange Jahre zeigte. Die Chronik von Ayutthaya schildert ihn als vulgären, brutalen und grausamen Herrscher, der regelmäßig Alkohol trank, weibliche Kinder vor der Menarche missbrauchte und Frauen, die ihn nicht erduldeten, tötete.